# Country Life (альбом)
Country Life — четвёртый студийный альбом британской рок-группы Roxy Music, записанный летом 1974 и выпущенный Island Records в ноябре. Альбом поднялся до #3 в UK Album Charts (и до #37 в Billboard Top LPs & Tape).
Название альбома Брайан Ферри заимствовал у британского журнала Country Life.
В 2003 году альбом занял 387-е место в списке журнала Rolling Stone «500 величайших альбомов всех времён».

## Об альбоме
По мнению Стивена Томаса Эрлевайна с AllMusic, музыкальная концепция альбома состоит в тонком балансировании между величественным, полным глухой тревоги рок-звучанием и блещущим элегантностью поп-роком. «Музыканты идеально сводят воедино эти противоположности, а прибавление безукоризненно выверенных текстов, в которых нет ни единого лишнего слова, делает пластинку образцовой», — заключил Эрлевайн.

## Список композиций
Автор всех песен — Брайан Ферри (исключение составляют отмеченные).
Сторона 1:
1. «The Thrill of It All» — 6:24
2. «Three and Nine» (Ферри, Энди Маккей) — 4:04
3. «All I Want Is You» — 2:53
4. «Out of the Blue» (Ферри, Фил Манзанера) — 4:46
5. «If It Takes All Night» — 3:12

Сторона 2:
1. «Bitter-Sweet» (Ферри, Маккей) — 4:50
2. «Triptych» — 3:09
3. «Casanova» — 3:27
4. «A Really Good Time» — 3:45
5. «Prairie Rose» (Ферри, Манзанера) — 5:12

## Участники записи
- Брайан Ферри — вокал, клавишные
- Джон Густафсон — бас-гитара
- Эдди Джобсон — синтезатор
- Энди Маккей — гобой, саксофон
- Фил Манзанера — гитара
- Пол Томпсон — ударные

## Сертификации
| Регион                                                      | Сертификация | Продажи  |
| ----------------------------------------------------------- | ------------ | -------- |
| Великобритания (BPI)                                        | Золотой      | 100 000^ |
| ^ Данные о тиражах приведены только на основе сертификации. |              |          |